# Heteranthelium piliferum
Heteranthelium piliferum là một loài thực vật có hoa trong họ Hòa thảo. Loài này được (Sol.) Hochst. ex Jaub. & Spach mô tả khoa học đầu tiên năm 1850.